# The Monster and the Ape
Monstrul și maimuța (titlu original: The Monster and the Ape) este un film SF american din 1945 regizat de Howard Bretherton. În rolurile principale joacă actorii Robert Lowery, Ralph Morgan, George Macready.

## Capitole
1. The Mechanical Terror
2. The Edge of Doom
3. Flames of Fate
4. The Fatal Search
5. Rocks of Doom
6. A Friend in Disguise
7. A Scream in the Night
8. Death in the Dark
9. The Secret Tunnel
10. Forty Thousand Volts
11. The Mad Professor
12. Shadows of Destiny
13. The Gorilla at Large
14. His Last Flight
15. Justice Triumphs

Sursa:

## Distribuție
| Robert Lowery   | Ken Morgan                |
| George Macready | Prof. Ernst               |
| Ralph Morgan    | Prof. Arnold              |
| Carole Mathews  | Babs Arnold               |
| Willie Best     | Flash, Arnold's assistant |
| Jack Ingram     | Dick Nordik, henchmen     |
| Anthony Warde   | Joe Flint, henchmen       |
| Ted Mapes       | Joe Butler, henchmen      |
| Eddie Parker    | Blake                     |
| Stanley Price   | Mead, henchmen            |
| Bud Osborne     | Zoo's Night Watchman      |
| Ray Corrigan    | Thor, trained ape         |